# Andrena ishiharai
Andrena ishiharai là một loài Hymenoptera trong họ Andrenidae. Loài này được Hirashima mô tả khoa học năm 1953.